# Cconoc
Cconoc es una localidad peruana ubicada en la región Apurímac, provincia de Abancay, distrito de Curahuasi. Se encuentra a una altitud de 1700 m s. n. m.

La localidad es conocida por sus aguas termales. Se encuentra a orillas del río Apurímac. Esta rodeado por algarrobos, carrizales y cactus. Cuenta con los servicios de hospedaje y restaurante.

## Clima
| Parámetros climáticos promedio de Cconoc | Parámetros climáticos promedio de Cconoc | Parámetros climáticos promedio de Cconoc | Parámetros climáticos promedio de Cconoc | Parámetros climáticos promedio de Cconoc | Parámetros climáticos promedio de Cconoc | Parámetros climáticos promedio de Cconoc | Parámetros climáticos promedio de Cconoc | Parámetros climáticos promedio de Cconoc | Parámetros climáticos promedio de Cconoc | Parámetros climáticos promedio de Cconoc | Parámetros climáticos promedio de Cconoc | Parámetros climáticos promedio de Cconoc | Parámetros climáticos promedio de Cconoc |
| Mes                                      | Ene.                                     | Feb.                                     | Mar.                                     | Abr.                                     | May.                                     | Jun.                                     | Jul.                                     | Ago.                                     | Sep.                                     | Oct.                                     | Nov.                                     | Dic.                                     | Anual                                    |
| ---------------------------------------- | ---------------------------------------- | ---------------------------------------- | ---------------------------------------- | ---------------------------------------- | ---------------------------------------- | ---------------------------------------- | ---------------------------------------- | ---------------------------------------- | ---------------------------------------- | ---------------------------------------- | ---------------------------------------- | ---------------------------------------- | ---------------------------------------- |
| Fuente: Accuweather                      |                                          |                                          |                                          |                                          |                                          |                                          |                                          |                                          |                                          |                                          |                                          |                                          |                                          |